# Moinești
Moinești est une municipalité en Moldavie roumaine, dans le județ de Bacău. Elle est connue pour être la ville natale de Tristan Tzara.

## Description
C'est un centre d'extraction du pétrole roumain. Dans un parc au centre de la ville, deux sources d'eau sortent naturellement de terre, une pour les maux d'estomac, l'autre pour adoucir les irritations des yeux. En haut de la ville derrière le bâtiment de la Police municipale, se trouve le parc PINI pour les touristes. Près de ce parc, on peut voir un ancien cimetière israélite. Le promeneur peut parcourir des chemins forestiers et y voir d'anciens ouvrages anti-aériens allemands reliques de la Seconde Guerre mondiale. Dans la période de Noël, les « bandes des ours » sont une attraction très appréciée par les habitants.

## Histoire
Le premier document mentionnant l'existence de la ville (Descriptio Moldaviae) date de l'année 1467. En 1832, un commerce est mentionné sur le territoire de la municipalité.
Une importante communauté Juive a longtemps vécu à Moineşti. En 1882 un premier groupe a émigré en Israël pour s'installer dans la ville de Rosh Pina. Petit à petit, l'ensemble de la communauté a quitté la ville.

## Personnalités locales
- Tristan Tzara
- Alina Dumitrescu
- Pic Adrian (1910-2008), peintre et théoricien des arts plastiques, né à Moinești.